# آگلا ماریا آلبرتسدوتیر
آگلا ماریا آلبرتسدوتیر (انگلیسی: Agla María Albertsdóttir؛ زادهٔ ۵ اوت ۱۹۹۹) بازیکن فوتبال اهل ایسلند است.
وی همچنین در تیم‌های ملی فوتبال زنان ایسلند بازی کرده‌است.